# Копылов, Михаил Васильевич
Михаил Васильевич Копылов (1907—1983) — полковник Советской Армии, участник Великой Отечественной войны, Герой Советского Союза (1944).

## Биография
Михаил Копылов родился 5 сентября 1907 года в селе Пограничное (ныне — Новоузенский район Саратовской области). В 1929—1931 годах служил в Рабоче-крестьянской Красной Армии. После окончания автодорожного техникума работал директором автобазы, затем перешёл на работу в Астраханский горком ВКП(б), был в нём инструктором, затем заведующим отделом, а позднее стал первым секретарём райкома. В 1941 году Копылов повторно был призван в армию. В 1942 году окончил курсы военных комиссаров при Военно-политической академии. С июля того же года — на фронтах Великой Отечественной войны. К ноябрю 1943 года подполковник Михаил Копылов был начальником политотдела 318-й горнострелковой дивизии 18-й армии Северо-Кавказского фронта. Отличился во время Керченско-Эльтигенской операции.
На рассвете 1 ноября 1943 года подразделения дивизии переправились через Керченский пролив и высадились на побережье Керченского полуострова, за день захватив плацдарм размером в 6 километров по фронту и до 2 километров в глубину. Противник предпринял большое количество ожесточённых контратак, но всё они были успешно отражены. В тех боях Копылов находился на передовой, руководя действиями подразделений. Через 36 дней десант получил приказ соединиться с 56-й армией. Копылов во главе ударной группы десанта 4 декабря прорвал немецкую оборону и захватил гору Митридат. В тех боях он получил тяжёлое ранение и контузию, временно ослеп, но продолжал сражаться, пока не потерял сознание.
Указом Президиума Верховного Совета СССР от 16 мая 1944 года подполковник Михаил Копылов был удостоен высокого звания Героя Советского Союза с вручением ордена Ленина и медали «Золотая Звезда» за номером 3596.
В 1947 году по состоянию здоровья Копылов вышел в отставку. Проживал в Астрахани, работал вторым, затем первым секретарём Астраханского горкома ВКП(б). В 1954 году окончил Высшую партийную школу при ЦК КПСС, после чего продолжал работать на партийных должностях в Астрахани. Скончался 28 декабря 1983 года.
Был награждён двумя орденами Ленина, орденами Красного Знамени, Трудового Красного Знамени и рядом медалей.